# Valentina Xhezo
Valentina Xhezo, właśc. Valentina Kita (ur. 26 stycznia 1960 w Tiranie) – albańska aktorka.

## Życiorys
W 1983 ukończyła studia na wydziale aktorskim Instytutu Sztuk w Tiranie. W tym samym roku zadebiutowała na scenie Teatru Skampa w Elbasanie. Na dużym ekranie zadebiutowała w roku 1984. Zagrała w ośmiu filmach fabularnych, w dwóch były to role główne.

## Role filmowe
- 1984: Nata e pare e lirise jako dziewczyna
- 1984: Vendimi jako Klotilda
- 1986: Kronika e atyre viteve
- 1988: Pranvera s'erdhi vetem jako pacjentka Katerina
- 1990: Ngjyrat e moshes jako Meri
- 2002-2003: Njerëz dhe Fate jako Xhuli
- 2004: Tifozët jako Xhevo
- 2006: Gjoleka, djali i abazit jako sąsiadka
- 2011: Ballkan pazar jako Angjeliqi